# Первомайский сельсовет (Янаульский район)
Первомайский сельсовет — муниципальное образование в Янаульском районе Башкортостана.
Согласно «Закону о границах, статусе и административных центрах муниципальных образований в Республике Башкортостан» имеет статус сельского поселения.
Административный центр — село Сусады-Эбалак.
Территория сельского поселения Первомайский сельсовет составляет 1728 га. Из них в пределах черты населенных пунктов — 385,13 га, за пределами — чертой 607 га, земли лесного фонда: 10 га.

## Состав сельсовета
- с. Сусады-Эбалак,
- д. Андреевка,
- д. Ирдуган,
- д. Костино,
- д. Новый Сусадыбаш,
- д. Старый Сусадыбаш,
- с. Зайцево,
- д. Татаркино,
- с. Чераул.

## Население
| 2002  | 2009  | 2010  | 2012  | 2013  | 2014  | 2015  |
| ----- | ----- | ----- | ----- | ----- | ----- | ----- |
| 1684  | ↘1587 | ↘1501 | ↘1447 | ↘1407 | ↘1363 | ↘1332 |
| 2016  | 2017  | 2018  |       |       |       |       |
| ↘1299 | ↘1266 | ↘1256 |       |       |       |       |

## Газоснабжение
Из 6 населенных пунктов (без населённых пунктов бывшего Зайцевского сельсовета) сетевой газ доступен в селе Сусады-Эбалак (100 % — кроме домов новой постройки) и д. Костино (100 %), всего 4,5 км уличных газопроводов: с. Сусады-Эбалак — 2,5 км, д. Костино — 2 км.
Газифицировано по АСП около 48 % домов, всего из 315 домов — 165 не газифицировано. Для полной газификации необходимо построить ещё 6,6 км уличных газопроводов. До д. Ирдуган проложен межпоселковый газопровод.
На стадии изготовления в Нефтекамской проектной мастерской института «Башжилкоммунпроект» находится проектно-сметная документация на 68 домов в д. Ирдуган, в 2010 году предстоит построить 1,5 км уличных газопроводов в этой деревне.

## Водоснабжение
В населенных пунктах не имеется централизованного водоснабжения, в эксплуатации находится 11 колодцев. Обустроен один родник — в д. Старый Сусадыбаш.
Ежегодно жителями проводится расчистка русла р. Ваня.

## Образование
Численность учителей и воспитателей составляет 68 человек. Учащихся и воспитанников — 204.
Есть средняя общеобразовательная школа в селах Сусады-Эбалак и Зайцево; филиал НОО МБОУ СОШ с. Сусады-Эбалак в д.д. Старосусадыбаш, Ирдуган и филиал НОО МБОУ СОШ с. Зайцево в д. Чераул.
В селе Зайцево есть детский сад.
Сумма средств, заложенных в районном бюджете на образование Первомайского СП, составила в текущем году 8 млн. 190 тыс. 400 рублей.

## Здравоохранение
Действуют Сусады-Эбалакский, Старосусадыбашский, Зайцевский ФАПы. Число сотрудников ФАП — 3 человека.

## Культура
Сельские дома культуры действуют в сёлах Сусады-Эбалак на 300 посадочных мест, СДК села Зайцево на 150 посадочных мест и Старо-Сусадыбашский сельский клуб на 100 посадочных мест.